# Terra Diablo
Terra Diablo és un grup de rock escocès, actualment amb contracte amb Nocturnal Records.
Jez de Swervedriver és l'actual mànager des de 2006.

## Discografia

### Àlbums
- Terra Diablo - El 5 de juliol de 2004 (Discogràfica: Zuma)
- Deluge Songs - El 8 de setembre de 2007 (Discogràfica: Nocturnal)

### Singles
- The Smoke - El 18 de novembre de 2002 - (Discogràfica B-Unique)
- Satellites (vídeo) Arxivat 2007-09-27 a Wayback Machine. - El 18 de juny de 2004 - (Discogràfica: Zuma)